# Seseo

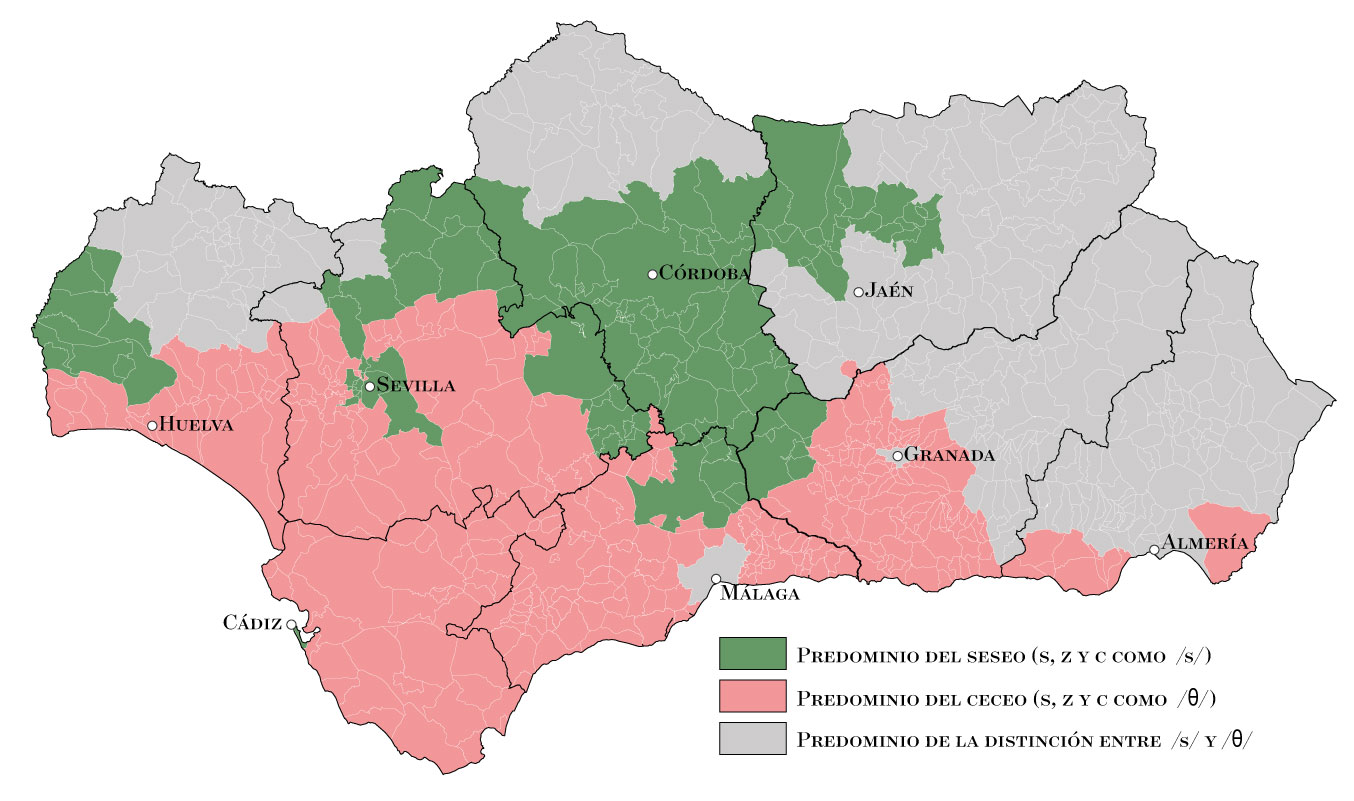
Carte présentant les limites entre les parties de l'Andalousie qui pratiquent le seseo, le ceceo ou la distinction entre le [s] et le [θ].

Le seseo [seseo] est un phénomène linguistique de l'espagnol et du galicien occidental, par lequel l'opposition entre les deux phonèmes [θ] et [s], respectivement représentés par les lettres z et c (devant e ou i), et s, se trouve neutralisée en un seul phonème [s], réalisé par une consonne fricative alvéolaire sourde (coronale). Ce phénomène s'oppose au ceceo, qui désigne au contraire la prononciation systématique de ces phonèmes en [θ].
Ce phénomène est caractéristique d'un grand nombre de variantes de l'espagnol et notamment celles de l'Amérique latine. En Espagne, on le trouve aux îles Canaries ainsi que dans la partie centrale de l'Andalousie, où il partage ses locuteurs avec le ceceo. De fait, la majorité des hispanophones pratiquent le seseo, la distinction caractéristique de la langue espagnole standard n'étant pratiquée pour l'essentiel que par des locuteurs péninsulaires non andalous.
Dans l'Espagne actuelle, la pression de la phonétique castillane adoptée par les médias induit une régression du seseo en faveur de la distinction phonétique. Dans le reste du monde hispanophone, notamment en Amérique hispanique où le seseo est majoritaire, c'est en revanche l'inverse qui se produit.